# Podróż apostolska Pawła VI do Azji
Podróż apostolska papieża Pawła VI do 8 krajów Azji – odbyła się w dniach od 25 listopada do 5 grudnia 1970 roku. Papież odwiedził Iran, Pakistan, Filipiny, Samoa Amerykańskie, Australię, Indonezję, Hongkong oraz Sri Lankę.
Była to ostatnia i zarazem najdłuższa pielgrzymka Pawła VI.

## Przebieg pielgrzymki

### Iran
26 listopada 1970 roku Paweł VI odwiedził stolicę Iranu Teheran, gdzie spotkał się z władzami, szachem oraz wiernymi.

### Pakistan
Dzień później papież odwiedził na krótko Dakkę, stolicę Wschodniego Pakistanu (obecnie Bangladeszu), gdzie w swoim przemówieniu wyraził słowa współczucia i pocieszenia dla ludności bengalskiej, cierpiącej z powodu przejścia cyklonu Bhola.

### Filipiny
Tego samego dnia, 27 listopada 1970 roku, papież wylądował na lotnisku w Manili.
Tam, cierpiący na zaburzenia psychiczne, boliwijski malarz Benjamín Mendoza lekko ranił Pawła VI w pierś. Mimo to papież zdecydował się kontynuować podróż.
W czasie trzydniowego pobytu na Filipinach papież odwiedził m.in. katedrę w Manili, a także spotkał się z prezydentem Ferdinandem Marcosem, delegacją wiernych z wyspy Tajwan, biskupami Azji i in.

### Samoa Zachodnie
30 listopada 1970 roku papież odwiedził także miasto Pago Pago na Wyspach Samoa. Najważniejszymi punktami jego wizyty w Pago Pago było spotkanie z głową państwa Samoa – Malietoa Tanumafili II, a także przemowa do ludności katolickiej zamieszkującej wyspy.

### Australia
W dniach 30 listopada – 3 grudnia 1970 Paweł VI przebywał w Sydney. Tam spotkał się m.in. z władzami miejskimi, australijską młodzieżą oraz Konferencją Episkopatu.

### Indonezja
W stolicy Indonezji – Dżakarcie papież przebywał w dniach od 3 do 4 grudnia 1970 roku. Tam odbyły się spotkania z wiernymi katolickimi zamieszkującymi to państwo, a także z ówczesnym prezydentem Suharto.

### Hongkong
W Hongkongu papież spędził zaledwie kilka godzin, w czasie których odbył spotkanie z ludnością tej ówczesnej brytyjskiej kolonii.

### Sri Lanka
Ostatnim państwem, które Paweł VI odwiedził podczas podróży był Cejlon. Tam papież odprawił mszę dla katolickiej ludności wyspy.